# Milagros Gómez Vitoria
Milagros “Mila” Gómez Vitoria (Alcoi, 29 de febrer de 1922 – 26 de setembre de 2017), va ser una artista plàstica alcoiana que va treballar sobretot en el camp de la pintura.

## Biografia
Va néixer al sí d'una família pertanyent a la burgesia alcoiana, el seu pare, Francisco Gómez Valor, era de professió metge i la seua mare Elena Vitoria Miró provenia d'una de les famílies d'industrials alcoians, els Vitoria Miralles, germans del químic jesuïta, el pare Eduard Vitoria Miralles.
Francisco Gómez s'envoltava d'artistes i d'escriptors, cosa que va fer que la jove Mila Gómez pogués entrar en contacte amb el món artístic. Des de ben xicoteta va mostrar un gran interès i una destresa per la pintura, pel que va començar a rebre lliçons del deixeble de Fernando Cabrera, Edmundo Jordà Pascual, i més endavant a les escoles lliures de la ciutat.
Passarà la Guerra Civil, primer a Alcoi i, després dels primers bombardeigs a la ciutat, marxaran a la localitat dels Poblets. Una vegada finalitzada la guerra i, tornat el seu promès José Segura Ferrer, contraurà matrimoni al 1946, amb qui tindrà dos fills, Maria José i Francesc Eduard.
Mostrarà obra a ciutats com Madrid i Barcelona; on va exposar a les galeries La Buhardilla i, a la ciutat condal, a la cèntrica Syra de la Casa Batlló, dirigida per Montserrat Isern Abascal, a la temporada 1968/1969. Allí coneixerà a la pedagoga Concepción Sainz-Amor que farà que l'artista genere la posterior Escola Psique de pintura, basada en la concepció plàstica de la psicologia i en la tècnica desenvolupada per Gómez Vitoria de l'oli lacat.
Al 1972 serà la primera dona encarregada de crear el Cartell de Festes de Moros i Cristians, apostant per una estètica arriscada i molt contemporània.
Un altre dels seus projectes vitals serà exercir com a mestra d'arts plàstiques d'activitats extraescolars a escoles públiques d'Elx, de la Vall de la Gallinera, del Centre d'estudis de Batoi (Alcoi) i de l'escola El Bracal de Muro on se sentia molt compromesa amb transmetre als infants l'amor per l'art.
Viurà entre Alcoi i Muro, sent reconeguda a ambdues poblacions, fins i tot, rebrà el distintiu de Filla honorífica de Muro.
La seua vida transcorre entre projectes i la seua Escola Psique de pintura, on molts artistes es van formar.
El juliol del 2007 va perdre el que havia estat la seua parella durant seixanta un anys, i Mila es va refugiar a la seua casa de camp a Muro, on continuava pintant.

## Obra
L'obra plàstica de Mila Gómez es divideix en quatre grans etapes:

### Etapa formativa i els inicis. 1940 - 1968
La primera etapa, seria la formativa i els inicis, i s'adscriu entre 1940 fins al 1968 i la seua producció se centra en obres de formació basades en miniatures, i peces de temàtica intimista, on es desenvolupa el seu entorn i allò que l'artista viu.
Amb les primeres exposicions comença a situar els seus temes clau; retrats, natures mortes, paisatges, escenes intimistes i sacres. Allò que més agradava era la seua peculiar pinzellada situada en el postimpressionisme, amb una força i una entitat difícil d'imitar.
Aquesta primera fase es caracteritza per la recerca de nous materials i suports, així com la utilització dels jocs de llum en contrasts.
El final d'aquesta etapa el marca l'apogeu que es va donar amb l'adquisició per part de l'Ajuntament de València de l'obra figurativa “Ya Ves...”, hui conservat al Museu de la Ciutat de València, on l'artista representa un tema propi: la hipocresia social a través de sinistres figures del món del circ. Aquest peculiar tema farà que experimente un èxit social, Mila Gómez realitzarà entrevistes a treballadors del circ, s'embevia de les seues vides, de les seues desgràcies i les traslladava al llenç on els falsos somriures es convertien en les màscares fictícies que interpretaven els protagonistes.

### La segona etapa. 1970 - 1980
La segona etapa es donarà entre 1970 i 1980 i engloba la producció basada en la psicologia marcada per una temàtica més centrada en contingut sacre, obra íntima, paisatges, i un desenvolupament tècnic de la seua pintura.
Dins de la seua escola de pintura sorgirà el seu moviment pictòric “Escola Psique” que tenen com a base l'estudi plàstic de la psicologia. La temàtica se centrarà en la hipocresia social mitjançant les figures de pallassos, els paisatges i l'art sacre. Aquest últim li donarà accés a començar a endinsar-se a l'abstracció
Durant aquesta dècada realitzarà exposicions Psique i començarà a gestionar el seu projecte amb les escoles.

### La tercera etapa. 1980 i 1988
La tercera etapa vindrà marcada pel desenvolupament d'un projecte, entre 1980 i 1988. El pàrroc de la localitat de L'Orxa José Manuel Vidal, contactarà amb ella per a proposar-li la decoració de l'esglèsia de Santa Maria Magdalena de L'Orxa. Gómez i Vitoria acceptarà el repte sense percebre més diners que els materials per a crear les peces: sis obres murals de 2 metres d'alçada, dues de 4,6 metres i un Via Crucis, totes aquestes obres estan exposades a l'esglèsia i son visitables.
Altres peces que hui estan a l'abast del públic i que pertanyen a aquesta època són el Via Crucis de l'esglèsia de Sant Jordi a Alcoi, que es tracta d'una donació que va realitzar l'artista a l'Associació de Sant Jordi, i una obra que es troba exposada al públic dins del Círculo Industrial també a Alcoi.

### L'útima etapa. Inicis anys 90 i fins 2017
L'útima etapa inicia als anys 90 i finalitza amb la seua desaparició en 2017. El 1999 realitzarà el Cartell en Honor a la Verge dels Lliris i també prepara diferents exposicions resum, com la que es va donar al 2006 per l'Ajuntament de Bussot o al 2008 al Centre Ovidi Monllor on presenta les últimes creacions.
Ara entra en la seua etapa de maduresa on l'ànima, la redempció, el somni i els espectres ocupen els llenços, va i torna de la figuració a l'abstracció, mescla una iconografia recentment creada on les ànimes s'eleven i, brillants, adquireixen una nova dimensió metafísica que ens auguren un bon transcurs vers la mort.
Se li van realitzar dues exposicions homenatge, la primera a càrrec de l'Ajuntament d'Alcoi en 2016 sota el títol “Una Estètica Inconformista” i al 2017, mesos abans de la seua desaparició a Muro va rebre la calor de l'Ajuntament i dels que havien aprés amb ella l'art de la pintura amb una mostra titulada “Llibertat sobre llenç”, enduent-se amb ella l'afecte de molts amics i coneguts que admiraven l'artista i la dona que després de molts anys de lluita havia aconseguit fer-se un lloc entre el grup de pintors alcoians de renom.
Des del 2016 el grup d'investigació nacional adscrit a la UNED, PEMS20 dirigit per la Doctora Amparo Serrano de Haro, ha incorporat al seu llistat de dones artistes de meitat del segle XX de tot Espanya, a l'alcoiana Mila Gómez Vitoria, per a preservar la seua memòria i la seua obra.
L'Institut de Cultura Juan Gil-Albert també va participar amb un reconeixement de l'artista a través de la conferència Descubre una obra de arte, duta a terme per Lucia Romero al juny del 2017.